# 東黒部村
東黒部村（ひがしくろべむら）は三重県多気郡にあった村。現在の松阪市の北東端、伊勢湾の沿岸にあたる。

## 地理
- 海洋：伊勢湾（吹井ノ浦）
- 河川：中の川、新川

## 歴史
- 1889年（明治22年）4月1日 - 町村制の施行により、多気郡東黒部村・神守村・垣内田村・大垣内村・蓮花寺村・乙部村・土古路村・柿木原村・出間村・牛草村の区域をもって東黒部村が成立。
- 1954年（昭和29年）10月15日 - 松阪市に編入。同日東黒部村廃止。

## 地域

### 教育
- 東黒部村立東黒部小学校

## 交通

### 道路
現在は旧村域を国道23号の南勢バイパスが通過するが、当時は未開通。